# 1987 год в изобразительном искусстве СССР
1987 год был отмечен рядом событий, оставивших заметный след в истории советского изобразительного искусства.

## События
- Выставка произведений Народного художника РСФСР Петра Белоусова открылась в Музее Академии художеств в Ленинграде.[1]
- В мае в залах Ленинградской организации Союза художников РСФСР открылась традиционная Выставка произведений ленинградских художников - ветеранов Великой Отечественной войны.
- Выставка произведений Бориса Павловича Николаева открылась в залах Ленинградской организации Союза художников РСФСР.[2]
- Выставка произведений Сергея Кузьмича Фролова открылась в залах Ленинградской организации Союза художников РСФСР.[3]
- Выставка произведений Александра Михайловича Семёнова (1922-1984) открылась в залах Ленинградской организации Союза художников РСФСР.[4]
- Выставка произведений Ольги Борисовны Богаевской открылась в залах Ленинградской организации Союза художников РСФСР.[5]
- Выставка произведений ленинградских художников, посвящённая 70-летию Великой Октябрьской социалистической революции открылась в Центральном выставочном зале «Манеж».
- 2 августа в Москве в киноконцертном зале «Октябрь» открылась Выставка произведений советских художников, посвящённая 150-летию железных дорог страны. В ноябре выставка была развёрнута в залах Витебского вокзала в Ленинграде[6].Представлены работы Тюленева Виталия, Долгоруковой (Жудро) Юлии, Яковлева Андрея, Козленко Николая, Козорезенко Петра, Давыдовой Ольги, Караченцева Петра, Казанцева Алексея и многих других художников.
- Выставка произведений Елены Павловны Жуковой открылась в залах Ленинградской организации Союза художников РСФСР.[7]
- Ретроспективная выставка "Освобождённый человек" к 70-летию Великой Октябрьской социалистической революции открылась в Ленинграде в залах Государственного Русского музея. Представлены работы Александра Самохвалова, Натана Альтмана, Валентина Курдова, Владимира Конашевича, Александра Матвеева, Евсея Моисеенко, Владимира Лебедева, Кузьмы Петрова-Водкина, Андрея Мыльникова, Александра Романычева, Виталия Тюленева, Николая Тырсы, Бориса Угарова, Петра Фомина, Андрея Яковлева и других.[8]

## Скончались
- 27 января — Пак Борис Юнханович, российский советский живописец (род. в 1925).
- 20 февраля — Русов Лев Александрович, русский советский живописец, график, скульптор (род. в 1926).
- 15 марта — Орешников Виктор Михайлович, русский советский живописец, Народный художник СССР, действительный член Академии Художеств СССР (род.в 1904).
- 5 мая — Шмидт, Александр Владимирович, советский живописец, график и педагог (род. в 1911).
- 20 мая — Крылов Сергей Иванович, русский советский живописец (род. в 1924)
- 18 июня — Нисский Георгий Григорьевич, русский советский живописец (род. в 1903).
- 7 июля — Подляский Юрий Станиславович, российский советский живописец и график, Заслуженный деятель искусств Российской Федерации, Народный художник Российской Федерации (род. в 1923).
- 19 июля — Комаров Алексей Иванович, русский советский живописец (род. в 1918).
- 5 сентября — Кибальников Александр Павлович, советский скульптор, Народный художник СССР (род. в 1912).
- 2 ноября — Яхонтова Галина Святославовна, русский советский живописец и театральный художник (род. в 1917).
- 17 декабря — Савенко Иван Григорьевич, русский советский живописец, Заслуженный художник РСФСР (род. в 1924).
- 31 декабря — Кипарисов Пётр Гаврилович, российский советский живописец и педагог (род. в 1928).